# Данвилл (Кентукки)
Данвилл (англ. Danville) — город  и административный центр округа Бойл в штате Кентукки, в США. Основан в 1783 году. Статус города носит с 1787 года. Население по переписи 2022 года составляло более 17 000 человек.
Главный город Данвиллской микрополии, которая состоит из территорий округов Бойл и Линкольн в штате Кентукки. В 2001 году город получил премию «Великая американская главная улица» от Национального фонда охраны исторического наследия. В 2011 году журнал «Деньги» поставил Данвилл на четвертое место в списке лучших мест для жизни после выхода на пенсию в США. Центральный колледж в Данвилле был выбран местом проведения дебатов кандидатов в вице-президенты США в 2000 и 2012 годах.
В Кентукки Данвилл называют «Городом первых». Он был первой столицей штата. Здесь было открыто первое здание суда в Кентукки и первое почтовое отделение США к западу от Аллеганских гор, была написана и подписана первая конституция штата. В городе находится первая финансируемая государством школа для глухих. В 1809 году Эфраим Макдауэлл провёл здесь первую известную успешную лапаротомию, удалив опухоль яичника у пациентки без анестезии. Здание Центрального колледжа в Данвилле является старейшим административным зданием колледжа и кампусом к западу от Аллеганских гор.

## История
Территория Данвилла входила в состав Великого поселения вокруг форта Харрод, современного Харродсбурга, освоение которой европейцами началось в 1774 году. Первое поселение на месте будущего города называлось станцией Кроу по фамилии местного землевладельца Джона Кроу. В 1783 году Уокер Дэниел, первый окружной прокурор в Кентукки, приобрёл у Кроу 31 гектар земли возле Уилдернесской дороги и основал на ней город, который назвал Данвиллом. Законодательное собрание штата Вирджиния официально учредило город 4 декабря 1787 года.
В 1784 — 1792 годами в Данвилле прошли десять собраний с петициями об улучшении местного управления, что впоследствии обеспечило автономию города от властей Вирджинии. В 1786 году здесь был основан Данвиллский политический клуб, члены которого собирались каждую субботу вечером в таверне Грейсона и обсуждали актуальные политические, экономические и социальные проблемы. После принятия конституции штата и подтверждения разделения в 1792 году Данвилл утратил автономный статус.
В 1783 году в городе был основан Трансильванский университет, который через шесть лет перенесли в город Лексингтон. В 1819 году в Данвилле был основан Центральный колледж. В 1853 году — Дэнвиллская духовная семинария, которая в 1901 году вошла в состав Луисвиллской пресвитерианской теологической семинарии. Девичий институт Колдуэлла был основан в городе в 1860 году. В 1876 году его переименовали в Женский колледж Колдуэлла, в 1904 году — в Колдуэлл-колледжем, в 1913 году — в Кентуккийский женский колледж. В 1926 году он был включён в состав Центрального колледжа.
В ноябре 1806 года Данвилл посетил путешественник Мериуэзер Льюис, один из руководителей экспедиции Льюиса и Кларка. Он ехал в Вашингтон по Уайлдернесской дороге с сообщением о возвращении экспедиции с Тихоокеанского побережья. В декабре 1806 года, прежде чем присоединить к товарищу в Вашингтоне, в городе остановился другой глава экспедиции, Уильям Кларк. В школе Данвилла обучались его племянники.
Около 1840 года в городе была основана первая школа для детей афроамериканцев. Основатель учреждения Уиллис Рассел был эмансипированным рабом Роберта Крэддока, ветерана войны за независимость. Крэддок продал Расселу бревенчатый дом в Данвилле, куда тот переехал после смертию бывшего хозяина. Копия здания школы на Уолнат-стрит теперь является экспонатом — Мемориальный бревенчатый дом Уиллиса Рассела. Здание стояло напротив афроамериканской методистской церкви Святого Иакова.
В 1842 году из северной части округа Линкольн и южной части округа Мерсер был образован новый округ Бойл, и Данвилл стал его административным центром.
В 1850 году город и округ поддержали прокладку железной дороги Лексингтон — Дэнвилл. Деньги на строительные работы закончились, когда железную дорогу проложили до города Николасвилл. Джон Рёблинг уже возвёл башни для железнодорожного подвесного моста через реку Кентукки. Несмотря на то, что железную дорогу так и не довели до Данвилла, округ остался должен компании 150 000 долларов; долг был погашен в 1884 году.
В 1860 году город опустошил пожар, уничтоживший 64 здания и причинивший ущерб на сумму более 300 000 долларов. Здание суда округа Бойл было разрушено, а новое построили только спустя два года.
Во время Гражданской войны, после победы армии Союза в сражении при Перривилле 8 октября 1862 года, во многих зданиях города, включая здание окружного суда, были устроены лазареты. 11 октября армия Союза вытеснила армию Конфедерации с ярмарочной площади графства, пройдя через Данвилл.
В мае 1864 года группа из 250 человек, состоявшая из афроамериканцев-рабов и нескольких вольноотпущенников, двинулась из Данвилла в близлежащий военный лагерь Нельсон в округе Джессамин, где полковник Эндрю Кларк, не без колебаний, принял их в армию Союза. Прибыв с ранениями, которые они получили во время пути, члены группы стали первыми добровольцами, поступившими на службу в этом месте, где тренировались 10 000 цветных военнослужащих США.
В 1775 году Арчибальд Макнил посадил на ферме Кларкс-Ран-Крик, недалеко от Данвилла, первый зарегистрированный урожай конопли в Кентукки. К 1889 году округ Бойл стал одним из десяти округов Кентукки, которые сообща производили более 90% урожая конопли США. Это был самый крупный урожай в штате до 1915 года, когда фермеры потеряли рынок из-за импортного джута.
В первой половине XX-го века в коммерческом секторе Данвилла активно действовали афроамериканцы. Их бизнес-квартал на 2-й улице был уничтожен в 1970-х годах; ныне на его месте находится часть Конститушн-сквер.
В 1968 году город был награждён премией «All-America City Award» (с англ. — «Всеамериканский город») присуждаемой Национальной гражданской лигой, которую неофициально называют «Нобелевской премией за конструктивное гражданство» и которая выдается за активную гражданскую позицию жителей некорпоративных сообществ Соединённых Штатов в жизни местного самоуправления. 
5 октября 2000 года Дик Чейни и сенатор Джо Либерман, кандидаты на пост вице-президента США, провели дебаты в Центральном колледже во время президентских выборов 2000 года. 11 октября 2012 года в Центральном колледже снова состоялись дебаты вице-президентов, на этот раз между вице-президентом Джо Байденом и членом Палаты представителей от штата Висконсин Полом Райаном.

## География
Данвилл находится в восточной части округа Бойл. По данным Бюро переписи населения США, город имеет общую площадь в 41,2 км², из которых 41 км² занимает суша и 0,2 км², или 0,58%, — вода. В Данвилле влажный субтропический климат с тёплым летом и умеренно холодной зимой. Осадки выпадают обильно и равномерно, в среднем 1240 мм в год.

## Население
По данным переписи за 2010 год в городе проживало 16 218 человек и 3 903 семьи, насчитывалось 6 405 домашних хозяйств. Плотность населения составила 393,8 чел./км². Насчитывалось 7180 единиц жилья со средней плотностью 174,4 чел./км². Расовый состав населения был следующим: евроамериканцы 83,2%, афроамериканцы 10,9%, коренные американцы 0,2% , азиаты 1,0%, представителей других рас 1,8% и представителей двух или более рас 2,8%. Латиноамериканцы или латиноамериканцы любой расы составляли 3,9% населения.
Из 6405 домохозяйств 25,7% имели детей в возрасте до 18 лет, проживающих с ними, 43,1% составляли супружеские пары, живущие вместе, 14,7% были одинокими женщинами и 37,8% не были семьями. 33,0% всех домохозяйств состояли из отдельных лиц, в 14,8% проживали одинокие люди в возрасте 65 лет и старше. Средний размер домохозяйства составлял 2,25 человека, а средний размер семьи — 2,83 человека.
20,8% населения были моложе 18 лет, 61,8% — от 18 до 64 лет и 18,0% — 65 лет и старше. Средний возраст составил 39,4 года. Женщины составляли 54,4%, а мужчины — 45,6% населения в возрасте 18 лет и старше.
По состоянию на 2000 год средний доход домохозяйства составлял 32 938 долларов США, а средний доход семьи — 40 528 долларов США. Средний доход мужчин составлял 35 327 долларов против 24 542 долларов у женщин. Доход на душу населения составил 18 906 долларов США. Около 9,4% семей и 12,4% населения находились за чертой бедности, в том числе 17,6% лиц в возрасте до 18 лет и 10,5% лиц в возрасте 65 лет и старше.

## Культура
Большинство начальных и средних учреждений образования в городе входят в Дэнвиллский школьный округ, в ведении которого находятся начальная школа Мэри Хогсетт, средняя школа Эдны Толивер, средняя школа Джона Бейта и Дэнвиллская старшая школа. Школьный округ округа Бойл курирует начальную школу Вудлон, начальную школу Джанкшен-Сити, начальную школу Перривилля, среднюю школу округа Бойл и старшую школу округа Бойл. Кентуккийская школа для глухих обеспечивает начальным и средним образованием глухих и слабослышащих детей. В Данвилле действуют две частные школы: Христианская академия Данвилла и Данвиллская школа Монтессори. В городе находится Центральный колледж — гуманитарное учебное заведение, признанное на государственном уровне. Здесь же находится кампус Общественного и технического колледжа Блюграсс. В Данвилле есть библиотека, входящая в сеть Публичных библиотек округа Бойл.
В июне в городе проходит Фестиваль Большого американского духового оркестра. Это бесплатный трехдневный фестиваль на открытом воздухе, на котором выступают духовые оркестры со всей страны. Во время праздника проходят пикники, винные фестивали, дегустации бурбона и Великая американская гонка на воздушных шарах. Также в июне в Данвилле действует ярмарка округа Бойл. В июле Губернаторская школа искусств в Кентукки предоставляет в Центральном колледже образовательную площадку для молодых художников со всего штата. В сентябре в городе проходит Фестиваль барбекю штата Кентукки, на котором можно послушать хорошую музыку и поесть вкусную еду от лучших мастеров барбекю в стране. Он завершается Праздником урожая на Мейн-стрит. В октябре в Данвилле проходит три  фестиваля: реконструкция сражения при Перривиле — самой важной битвы Гражданской войны на территории Кентукки, фестиваль культурно-исторического наследия Форкленда и «Погоня за бурбоном» — эстафета длиной в 320 км через центральный Кентукки. 
В Данвилле действуют пять театральных площадок: Центр искусств Нортона, Пионер-Плейхаус — старейший театр под открытым небом в Кентукки и первый театр, официально признанный театром штата Кентукки, Общественный театр Уэст Т. Хилла, Центр исполнительских искусств Грейвли-Холл и Центр исполнительских искусств округа Бойл.
Среди многочисленных достопримечательностей Данвилла Заповедник дикой природы Центрального Кентукки площадью 65 га, Площадь Конституции — историческое место с памятником афроамериканцам, которые выступили в Гражданской войне на стороне армии Союза — памятник был установлен Историческим обществом Кентукки, дом Кроу-Барби — старейшее каменное строение к западу от Аллеганских гор, Данвиллское национальное кладбище, Дом-музей Эфраима Макдауэлла, Великий американский кукольный домик — музей социальной истории в миниатюре площадью 560 м², Центр визуальных искусств Джонса — галерея и главная студия художника по стеклу Стивена Рольфа Пауэлла, Поле битвы при Перривилле — государственный исторический комплекс, Усадьба Уорренвуд в стиле неоготики, винокурня Уилдернесс Трейл — производитель бурбона, рома и водки из местного зерна.